# Ярославський Петро Антонович
Ярославський Петро Антонович  (1750, Охтирка — після 1810) — перший харківський професійний архітектор, родом з Охтирки на Сумщині, автор планів забудови кількох міст у Слобідській Україні, цілого ряду архітектурних споруд на Харківщині, Сумщині, Чернігівщині, Новгород-Сіверщині.

## Життєпис
Фахову освіту здобув у Харківському колегіумі і в архітектора Баженова Василя Івановича в Москві (1775). Працював помічником харківського губернського архітектора, робив розпланування Харкова та інших міст губернії (1781 — 1810), брав участь у проєктуванні та будівництві споруд московського Кремля. Майже 30 років виконував обов'язки архітектора Слобідсько-Української губернії. Був задіяний в побудові як світських і сакральних споруд, так і в створенні фортифікаційних та господарчих. В творчому доробку архітектора — садибний палац під Харковом для Шидловських (Старий Мерчик), церква в місті Суми, палац генерала Сабурова в Харкові тощо. Перехідні риси палацової архітектури від бароко до класицизму зберіг розкішний план Присутніх Місць для Харкова, реалізований в 1795—1805 роках. Серед суспільно значущих споруд архітектора — Магістрат в місті Кременчук (1798 рік) та господарча споруда в Харкові — Провіантський магазин (склад).
Побудовані за його проєктами будинки сформували «обличчя» Харкова на ціле XIX століття, хоча пізніше багато з них були зруйновані.
В проєктах Петро Ярославський не був особливо оригінальним та орієнтувався на уславлені проєкти минулого, серед яких були і проєкти Андреа Палладіо.

Андреа Палладіо. «Проєкт вілли Моченіго»
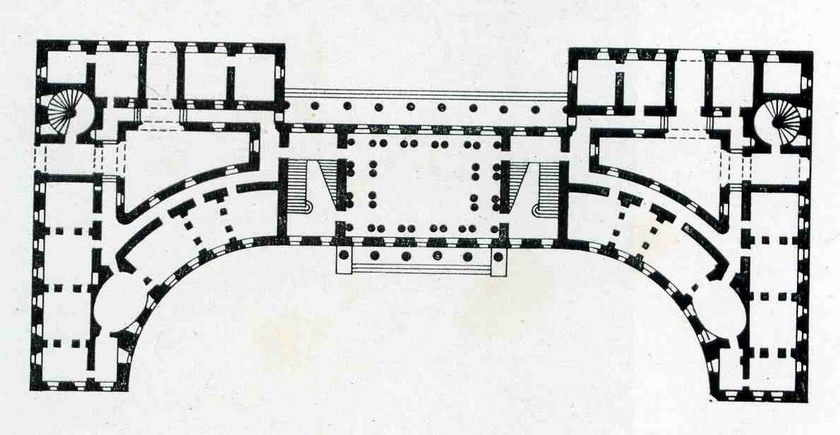
Ярославський П.А.Присутні місця для міста Харків, план 2-го поверху, бл. 1795 р.

## Споруди за проєктами Ярославського[1]
- Будинок віце-губернатора (не зберігся)
- Палати присутніх місць (не збереглись)
- Гостинний двір (не зберігся)
- Церква Благовіщення
- Церква Різдва Богородиці (не збереглась)
- палац генерала Сабурова (зараз — «Сабурова дача», поміщення психіатричної лікарні)
- маєток Шидловських (садиба Старий Мерчик, покинута, стан напіваварійний)
- Введенська церква (Охтирка)
- Покровська церква (Пархомівка)
- Церква у Сумах
- Провіантський магазин (Харків)
- Кам'яний храм Різдва Пресвятої Богородиці (1798 рік) у селі Костянтівка, Зміївського повіту[2], на замовлення надвірного радника Андрія Михайловича Донець-Захаржевського. Зруйнована у 1963 році.

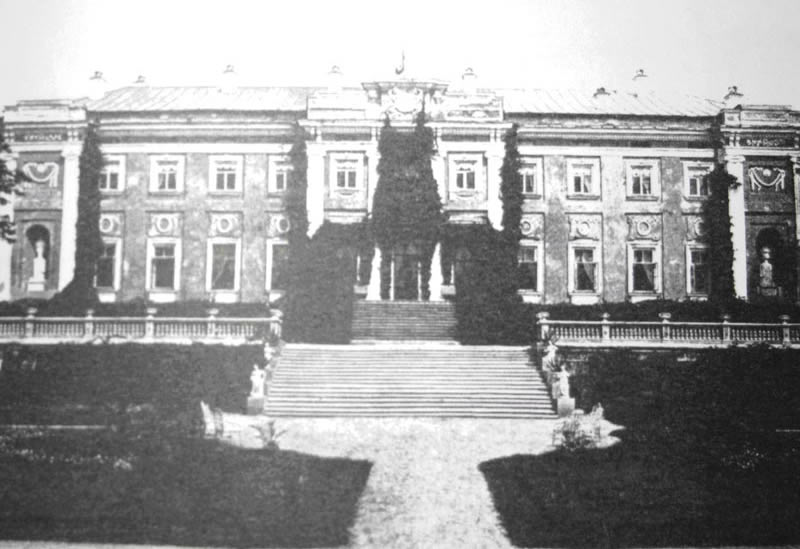
Палац садиби Старий Мерчик, архівне фото до 1917 р. Старий Мерчик.
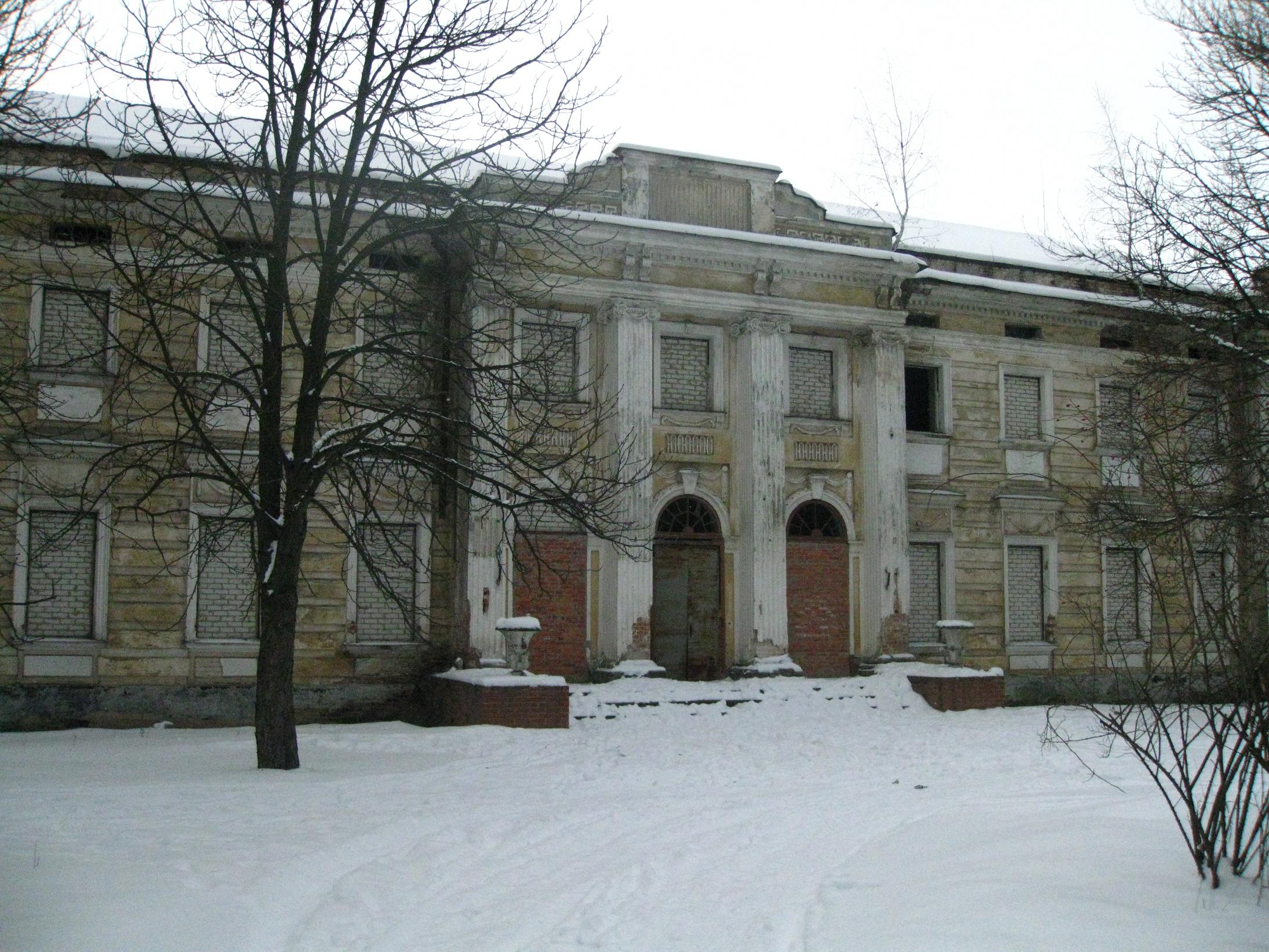
Палац садиби Старий Мерчик (палац Шидловських). Старий Мерчик. сучасний стан 2011р.
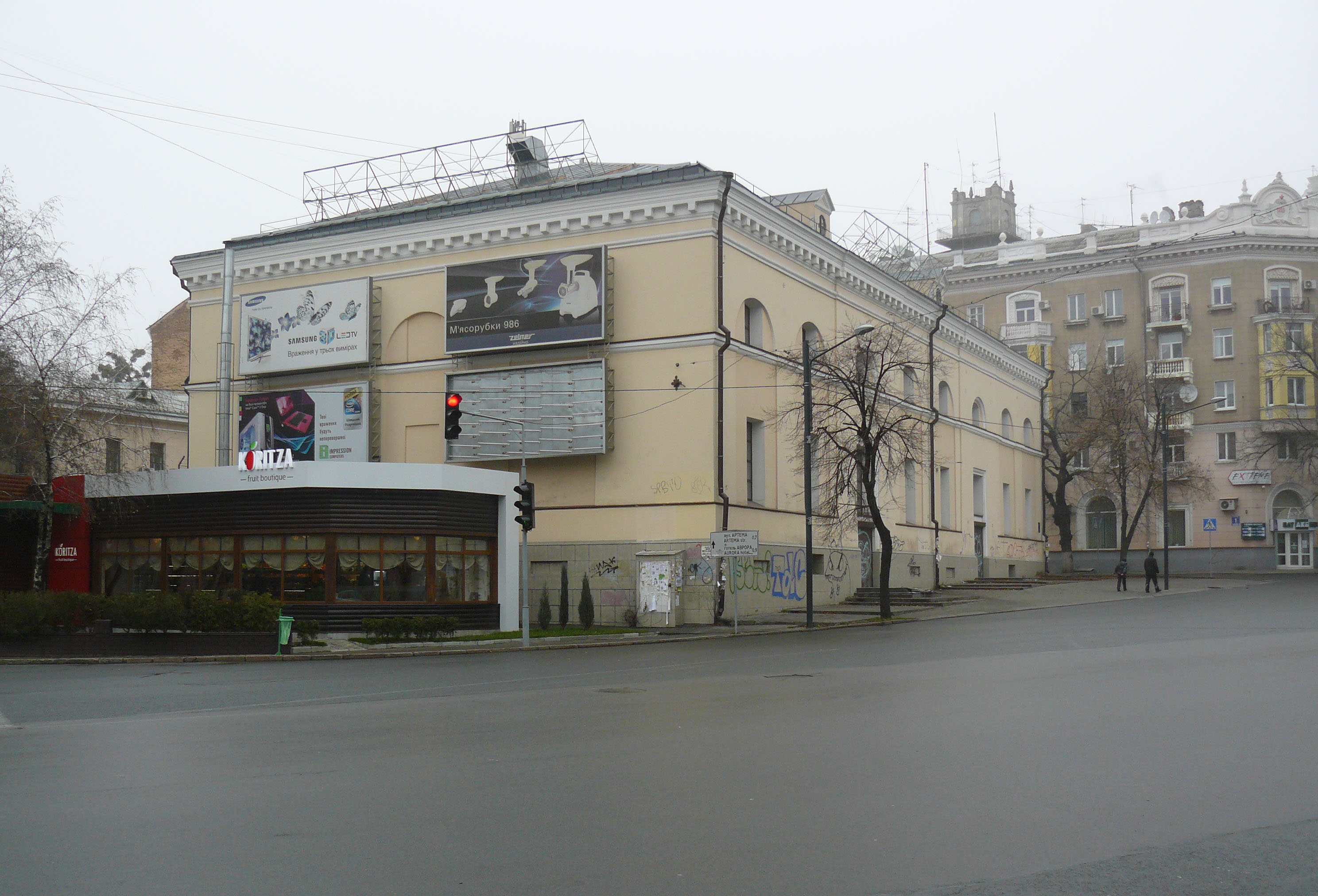
Провіантський магазин. Харків. 1787 р.
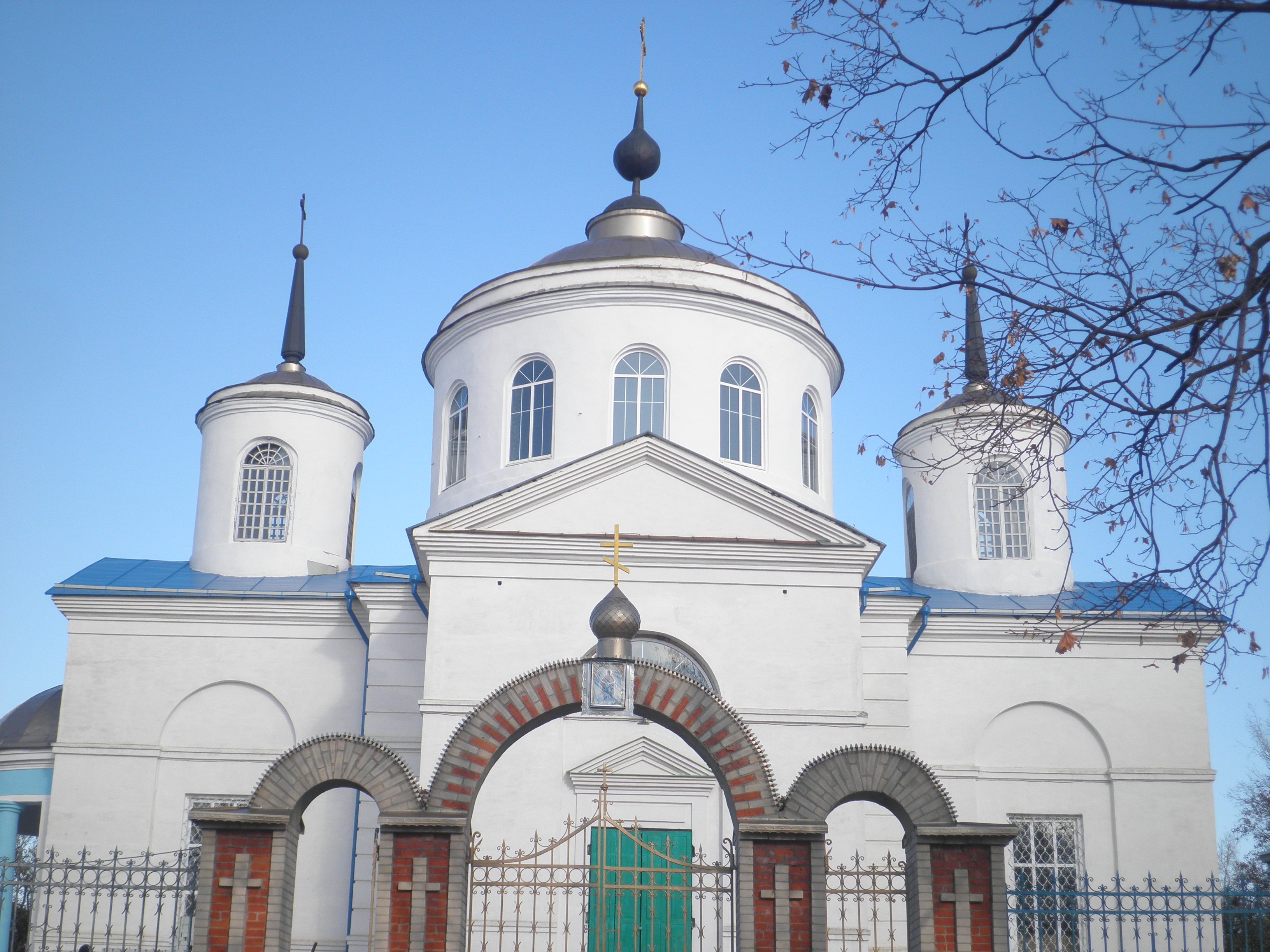
Покровська церква. с. Пархомівка. 1808 р.
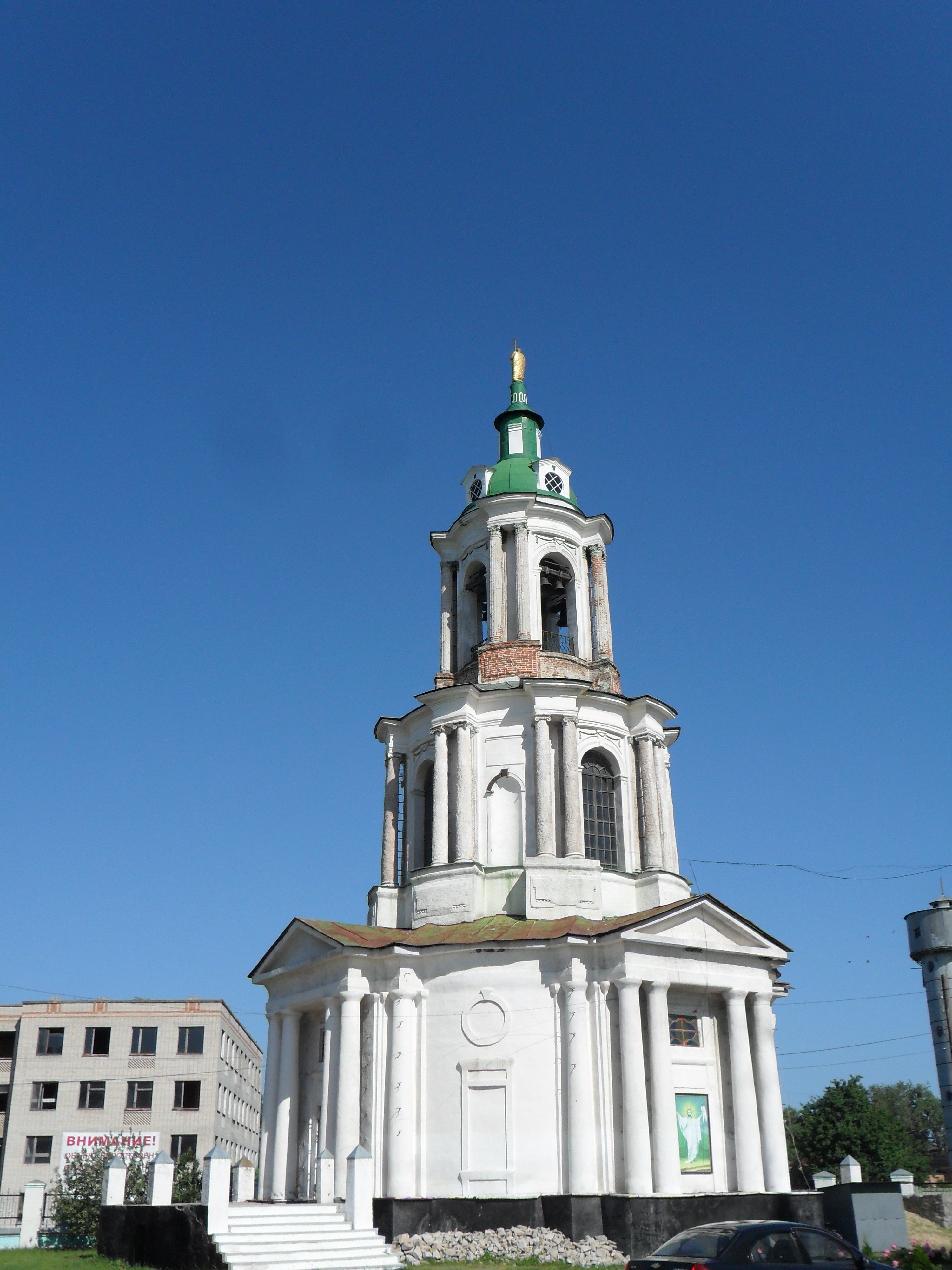
Введенська церква-дзвіниця. Охтирка. 1784 р.